# Ágnes Gergely

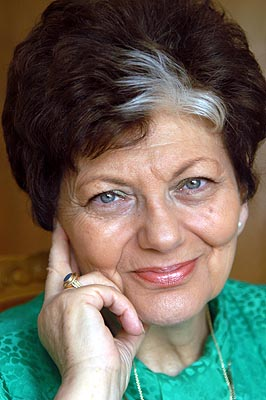
Gergely Ágnes, 2002

Ágnes Gergely (geb. 5. Oktober 1933 in Endrőd) ist eine ungarische Schriftstellerin.

## Leben
Gergely wurde in eine jüdische Familie geboren. Ihr Vater starb als Zwangsarbeiter im Holocaust. Im Alter von 17 Jahren, 1950, musste sie die Schule verlassen, um in einer Fabrik an der Drehbank zu arbeiten und erwarb zwei Jahre später den Gesellenbrief. Das Studium an einer Hochschule war ihr aufgrund ihrer bürgerlichen Herkunft nicht erlaubt. Durch eine Sonderprüfung erhielt sie allerdings die Erlaubnis, die Fabrikarbeit hinter sich zu lassen und an der Eötvös-Loránd-Universität in Budapest Ungarische und Englische Literatur zu studieren. Anschließend arbeitete sie als Lehrerin, im ungarischen Radio sowie als Herausgeberin des Literaturmagazins Nagyvilág. Von 1973 bis 1974 war sie Teil eines internationalen Schriftstellerprogramms der University of Iowa.
Gergelys erster Gedichtband Ajtófélfámon jel vagy erschien 1963, ihr erster Roman von 1973 wurde als Die Dolmetscherin auch ins Deutsche übersetzt. Ihr autobiografischer Roman Stációk von 1983 erzählt verschiedene Stationen ihres Lebens nach, das Leben im Dorf, die Fabrik, die Universität.
Sie ist Übersetzerin englischsprachiger Literatur ins Ungarische. Am bekanntesten sind ihre Übersetzungen von William Butler Yeats.

## Auszeichnungen
- Attila-József-Preis 1977 und 1987[1]
- Kossuth-Preis 2000[1]

## Werke (Auswahl)
- Ajtófélfámon jel vagy. Magvető, Budapest 1963.
- A tolmács. Regény. Szépirodalmi Könyvkiadó, Budapest 1973.
  - Die Dolmetscherin. Roman. Aus dem Ungarischen von Hans Skirecki. Verlag Volk und Welt, Berlin 1983.
- Stációk. Regény. Szépirodalmi Könyvkiadó, Budapest 1983, ISBN 963-15-2444-2.
- Őrizetlenek. Regény. Balassi Kiadó, Budapest 2000, ISBN 963-506-317-2.
  - Die Unbehüteten. Roman. Aus dem Ungarischen von Hans Skirecki. Aufbau Verlag, Berlin 2002, ISBN 3-351-02945-4.